# Jarcewicze
Jarcewicze (biał. Ярцавічы, Jarcawiczy; ros. Ярцевичи, Jarcewiczi) – wieś na Białorusi, w obwodzie brzeskim, w rejonie bereskim, w sielsowiecie Piaski, przy linii kolejowej Bronna Góra – Białooziersk. Od południa graniczy z Białoozierskiem.

## Historia
W XIX i w początkach XX w. położone były w Rosji, w guberni grodzieńskiej, w powiecie słonimskim, w gminie Piaski.
W dwudziestoleciu międzywojennym leżały w Polsce, w województwie poleskim, w powiecie kosowskim/iwacewickim, w gminie Piaski. W 1921 wieś i leśniczówka Jarcewicze liczyły łącznie 484 mieszkańców, zamieszkałych w 82 budynkach, wyłącznie Polaków. 478 mieszkańców było wyznania prawosławnego i 6 mojżeszowego.
Po II wojnie światowej w granicach Związku Sowieckiego. Od 1991 w niepodległej Białorusi.